# Kalaj(II) hidroksid
Kalaj(II) hidroksid, Sn(OH)2, takođe poznat kao stano hidroksid je hemijsko jedinjenje kalaja u oksidacionom stanju +2. Čist Sn(OH)2 se priprema na primer reakcijom  i SnCl2 u aprotičnom rastvaraču:
Kad kalaj(II) soli reaguju sa alkalnim hidroksidima poput NaOH umesto hidroksida stvara se hidratni kalaj(II) oksid, bilo  ili .
Stano hidroksid se lako oksiduje do kalajne kiseline vazduhom te se kalaj obično nalazi u oksidacionom stanju +4. 